# Humberto Selvetti
Humberto Selvetti (Colón, 31 marzo 1932 – Wilde, 26 aprile 1992) è stato un sollevatore argentino che ha gareggiato nella categoria dei pesi massimi (oltre +90 kg). Ha partecipato a tre edizioni dei Giochi Olimpici, vincendo una medaglia d'argento ed una di bronzo in due occasioni.

## Biografia
Humberto Selvetti nacque nella città di Colón, Provincia di Entre Ríos. Iniziò a sollevare pesi all'età di 14 anni e a 19 anni batté il record mondiale nella prova di distensione lenta sollevando 157,5 kg, che rimase l'unico record mondiale della sua carriera. Alle Olimpiadi di Helsinki 1952, all'età di 20 anni, vinse la medaglia di bronzo con 432,5 kg nel totale su tre prove, alle spalle degli statunitensi John Henry Davis (460 kg) e James Bradford (437,5 kg). L'anno successivo ottenne un'altra medaglia di bronzo ai Campionati mondiali di Stoccolma con 450 kg nel totale, battuto dal canadese Doug Hepburn e da John Henry Davis.
Nel 1955 vinse la medaglia d'argento ai Giochi Panamericani di Città del Messico terminando dietro allo statunitense Norbert Schemansky, campione olimpico tre anni prima nei pesi medio-massimi. L'anno seguente prese parte alle Olimpiadi di Melbourne 1956, ottenendo la medaglia d'argento con 500 kg nel totale, stesso risultato dell'altro statunitense Paul Anderson, il quale si aggiudicò la medaglia d'oro in virtù del suo peso corporeo più leggero di quello di Selvetti. Nel 1957 vinse un'altra medaglia d'argento ai Campionati mondiali di Teheran con 485 kg nel totale, alle spalle del sovietico Aleksej Medvedev.
Nel 1959 conquistò ancora una medaglia d'argento, l'ultima della sua carriera nelle grandi competizioni internazionali, ai Giochi Panamericani di Chicago, terminando la gara dietro allo statunitense David Ashman. Si ripresentò ai Giochi Olimpici in occasione delle Olimpiadi di Tokyo 1964, terminando la competizione dei pesi massimi al 17º posto con 445 kg nel totale.